# Frida Boccara
Danielle Frida Hélène Boccara, más conocida como Frida Boccara (Casablanca, Protectorado francés de Marruecos, 29 de octubre de 1940-París, 1 de agosto de 1996), fue una conocida cantante francesa. Fue una de las cuatro ganadoras del Festival de la Canción de Eurovisión 1969 celebrado en Madrid.
Destacaba en la música francesa por participar en diversos concursos internacionales en sus inicios, además de impresionar al público con el estilo clásico que interpretaba. Grabó varios discos en inglés, francés, alemán, neerlandés, italiano, ruso y español.

## Biografía

### Juventud
Provenía de una familia judía originaria de Livorno (Italia).
La música ocupó un lugar importante en la vida de Frida. Su vocación y predisposición artísticas, se manifestaron en ella desde su infancia, cosa que no es de extrañar pues en su familia hay otros artistas. Uno de sus hermanos es un actor teatral y otro, un pianista.
Siendo una jovencita, asistió a un concierto en Casablanca, donde actuó el grupo estadounidense The Platters. Se entrevistó más tarde con el mánager del grupo, Buck Ram, quien al verla tan entusiasmada por dedicarse a la música la invitó a estudiar música. 
Tras el bachillerato, dejó su ciudad natal para instalarse en París, donde obtuvo una licenciatura en filología clásica. Paralelamente, inició sus estudios de soprano lírica y montó un trío musical con su hermano y un amigo del conservatorio.

### Inicio en la carrera musical
En 1960, debuta como cantante con su primer disco en francés, bajo el sello de Disques Festival. Un año después, interpretó "Cherbourg avait raison", compuesta por Guy Magenta y escrita por Jacques Larue, Serge Lebrail y Eddy Marnay, quien escribiría la gran mayoría de sus canciones más adelante. En 1964 emociona y fue merecidamente ovacionada en el Festival de la Canción de Sanremo donde interpreta "L'ultimo tram". Otras participaciones suyas en festivales de la época fueron sus dos contribuciones al Festival de la Canción Mediterránea, así como en el I Festival de la Canción de Mallorca (donde obtuvo el primer premio con el tema "Quand Palma Chantait"). En ese mismo año participa en el Festival de la Rose d'Or en Antibes, con la canción "Autrefois", y en 1965 con "Aujourd'hui". Tres años más tarde, publica "Cent Mille Chansons" que la hará famosa entre el gran público internacional.

### Victoria internacional
Adquiere una gran fama mundial en 1969 al participar en el Festival de la Canción de Eurovisión. Gana junto con otras tres cantantes más: Lulu (Reino Unido), Lenny Kuhr (Países Bajos) y Salomé (España). Interpretó el tema "Un jour, un enfant" de Eddy Marnay y Emil Stern. Esta canción se sitúa durante varias semanas en los primeros puestos de las radios francesas, y pronto fue regrabado en inglés, alemán, italiano y español. Ese mismo año, recibe el premio de la Academia Charles-Cros. 
En 1970 representa a Francia en el primer Festival Yamaha Music de Tokio con la canción "L'Amour Est Un Jardin".
Esto supuso su consagración como una artista internacional, realizando giras por Australia, Canadá (en Quebec fue especialmente apreciada), Sudamérica y Rusia (donde llega a vender más de un millón de discos). En los Países Bajos disfrutó igualmente de mucha popularidad.
En 1980, ella fue nombrada Chevalier de la Orden de las Artes y las Letras en Francia. Ese mismo año, se presentó como candidata en la preselección francesa para el Festival de la Canción de Eurovisión que se realizaría en abril. El 23 de marzo, ella clasificó en quinto lugar de 6 candidatos con la canción "Un enfant de France". Al año siguiente, Frida concursó en la preselección de 1981 con la canción "Voilà comment je t'aime", pero nuevamente no se clasificó como finalista para el festival.
Después de varios discos con distinta fortuna, Frida Boccara hace pocas apariciones en los medios franceses.

### Últimos años y fallecimiento
En 1988, Frida graba su último álbum en Canadá, Témoin de mon amour, la versión francesa del éxito de Rocío Jurado, "Como yo te amo". Desde entonces, aparecería con frecuencia en el programa de Pascal Sevran hasta sus últimos días.
En 1996 vuelve a ser noticia por el frágil estado de su salud, falleciendo el 1 de agosto del mismo año en París por una infección pulmonar a los 55 años de edad. Sus restos son enterrados en el cementerio judío de Bagneux, a las afueras de la capital francesa. El ministro de la Cultura declaró lo siguiente cuando supo del deceso de la cantante:

"En memoria de Frida Boccara, auténtica cantante popular, quien llevó la canción francesa durante varios años a todos los escenarios del mundo."
Philippe Douste-Blazy, Ministro de la Cultura (1996)

## Legado
Tres años después, Yvon Chateignier publica un nuevo disco de la cantante. Este disco póstumo recopila las mejores canciones de Frida haciendo hincapié en las canciones clásicas que había publicado. También se incluyen canciones inéditas como " Un jour on vit ", que dio título al disco.